# Eric Drummond
James Eric Drummond, 16:e earl av Perth, född 17 augusti 1876, död 15 december 1951, var en brittisk ämbetsman och generalsekreterare i Nationernas förbund.
Efter utbildning vid Eton College inträdde Drummond 1900 i utrikesdepartementet, där han mestadels tjänstgjorde som privatsekreterare till understatssekreteraren. 1912-1915 var han en av premiärministerns och därefter utrikesministrarnas privatsekreterare. Då Nationernas förbund upprättades 1919, utnämndes Drummond på förhand till generalsekreterare. Han var i denna egenskap dess högste ämbetsman, organiserade sekretariatet och ledde dessa arbete med stor duglighet. Han deltog även bland annat genom vidsträckta resor i runt om i världen och propagerade för förbundet.